# Praja Rajyam
Praja Rajyam — literalment Govern del Poble— fou un partit d'Andhra Pradesh a l'Índia, que va existir fins al 6 de febrer del 2011 quan es va unir al Partit del Congrés de l'Índia.
"Praja Rajyam" fou fundat el 26 d'agost de 2008 per l'actor de cinema telugu Chiranjeevi (nascut el 1955 com Konidela Siva Shankara Vara Prasad, que porta els títol honorífics de "Suprem Heroi" i "Megastar"). Fou considerat l'alternativa regional del partit del Congrés (partit governant en aquell moment) i del Telugu Desam (oposició aleshores) a l'estat d'Andhra Pradesh. Durant l'acte fundacional al que van assistir prop d'un milió de persones, Chiranjeevi va donar a conèixer la bandera del partit. Al website del partit hi ha una cronoligia d'aquest acte on s'inclouen les referències a la bandera (horitzontal, tres parts blanca damunt i una part verda a sota, amb un sol vermell al mig de la part blanca):
- "7 pm. El símbol escollit és el sol amb 24 raigs. La bandera és hissada i inclou el símbol en vermell sobre fons blanc amb una franja verda a la part inferior per representar els pagesos.[2]
- 7:10 pm El sol representa l'energia i la llum les 24 hores del dia; el vermell és el color del canvi; el blanc representa el vibgyor (mnemònic de l'arc de sant Martí del més curt al més llarg: violeta, índic, blau, verd, groc, taronja, vermell; el verd representa l'agricultura; el sol està rodejat d'una línia groga per significar que brilla en la cara de cada ciutadà; vermell, blanc i verd representen a hindús, cristians i musulmans
- 7:15 pm Es toca el himne".

La mateixa bandera però canviant el sol pel símbol electoral (un tren) s'utilitza conjuntament amb l'oficial del partit durant els períodes electorals.
El 2009 feu coalició amb el Nava Telangana Praja Party, però els resultats electorals no foren bons i aquest partit posteriorment va desfer la unió i es va fusionar al Telegu Desam.